# فوتبال تکاملی حرفه‌ای (بازی ویدئویی)
فوتبال تکاملی حرفه‌ای (به انگلیسی: Pro Evolution Soccer) یک بازی رایانه‌ای و اولین بازی از سری بازی‌های فوتبال تکاملی حرفه‌ای می‌باشد.

## نسخه‌های دیگر
پس از انتشار فوتبال تکاملی حرفه‌ای در اروپا، نسخه‌ای به نام:World Soccer: Winning Eleven 5 - Final Evolution در ژاپن عرضه شد.

## محتوای بازی
در نسخه انگلیسی بازی، کریس جیمز و تری بوچر به عنوان گویندگان مسابقات را گزارش می‌کنند. در نسخه ژاپنی بازی نیز جان کابیرا و کاتسویوشی شینتو این وظیفه را بر عهده دارند.

## بازخورد
پس از عرضه شدن بازی، مجله فامیتسو، نمره ۳۴ از ۴۰را به این بازی داد.